# Charles Piutau
Salesi Tu'ipulotu Piutau (* 31. října 1991, Auckland) je ragbista hrající za japonský klub Shizuoka Blue Revs a za Tongu. Jeho preferované posty jsou zadák a křídlo.
Reprezentoval Nový Zéland a vyhrál s ním v letech 2013 a 2014 soutěž Rugby Championship. Je také mistrem světa do dvaceti let z roku 2011. Za All Blacks odehrál 17 zápasů. Za Tongu začal hrát od roku 2022. Zúčastnil se MS 2023. 
V květnu 2023 byl jako hráč anglického Bristolu nejlépe placeným ragbistou světa. V sezoně 2016-17 byl vybrán jako hráč Ulsteru do nejlepší sestavy PRO12.